# Urocystidales
Urocystales es un orden de hongos basidiomiceto.  